# Olympische Sommerspiele 2004/Teilnehmer (Guam)
| Gelbes Symbol für Goldmedaillen mit stilisierten Olympischen Ringen | Graues Symbol für Silbermedaillen mit stilisierten Olympischen Ringen | Braundes Symbol für Bronzemedaillen mit stilisierten Olympischen Ringen |
| ------------------------------------------------------------------- | --------------------------------------------------------------------- | ----------------------------------------------------------------------- |
| —                                                                   | —                                                                     | —                                                                       |

Guam nahm an den Olympischen Sommerspielen 2004 in Athen, Griechenland, mit einer Delegation von vier Sportlern (drei Männer und eine Frau) teil.

## Teilnehmer nach Sportarten

### Leichtathletik
- Neil Weare
1500 Meter: Vorläufe

- Sloan Siegrist
Frauen, 1500 Meter: Vorläufe

### Ringen
- Jeffrey Cobb
Mittelgewicht, Freistil: 21. Platz

### Schwimmen
- Daniel O’Keeffe
100 Meter Schmetterling: 55. Platz